# Демидов, Фёдор Петрович
Фёдор Петро́вич Деми́дов (1893, Санкт-Петербург — 1940, Алма-Ата) — деятель ГПУ/НКВД СССР, капитан государственной безопасности. Входил в состав особой тройки НКВД СССР, внесудебного и, следовательно, не правосудного органа уголовного преследования.

## Биография
Фёдор Петрович Демидов родился в 1893 году, в Петербурге, в семье маляра. Окончил городское реальное училище. В 1903—1918 годах работал учеником, а далее наладчиком в типографиях Петрограда. В 1918 году вступил в члены РКП(б) и стал сотрудником ВЧК. Дальнейшая жизнь была связана с работой в органах ВЧК−ОГПУ−НКВД.
- 1926—1927 годы — начальник Дорожно-транспортного отдела ОГПУ Южных железных дорог.
- 1927—1928 годы — начальник Дорожно-транспортного отдела ОГПУ Пермской железной дороги, начальник Дорожно-транспортного отдела ОГПУ Забайкальской железной дороги.
- 1929—1932 годы — начальник Дорожно-транспортного отдела ОГПУ Западных железных дорог, начальник воднотранспортного отдела ОГПУ Волжского бассейна, начальник Дорожно-транспортного отдела ОГПУ Среднеазиатской железной дороги, начальник Бухарского оперативного сектора ГПУ.
- 1933—1935 годы — начальник Карачаевского областного отдела ГПУ, начальник Дорожно-транспортного отдела ОГПУ Рязано-Уральской железной дороги, начальник Дорожно-транспортного отдела ГУГБ НКВД СССР Рязано-Уральской железной дороги, начальник Транспортного отдела УГБ УНКВД Саратовского края.
- 1935—1936 годы — начальник Дорожно-транспортного отдела ГУГБ НКВД СССР Северной железной дороги, начальник 13-го отделения Транспортного отдела ГУГБ НКВД СССР.
- 1936—1938 годы — начальник УНКВД Актюбинской области. Начальник УНКВД Южно-Казахстанской области. Этот период отмечен вхождением в состав особой тройки, созданной по приказу НКВД СССР от 30.07.1937 № 00447[2] и активным участием в сталинских репрессиях[3].

## Завершающий этап
Арестован в 1938 году. Приговорён 21 ноября 1939 года к ВМН по статье 193-17 «б» (воинские должностные преступления — злоупотребление властью при наличии особо отягчающих обстоятельств) УК РСФСР Военным трибуналом войск НКВД Казахской ССР. Президиумом Верховного Совета СССР 05.05.1940 года приговор оставлен в силе. Расстрелян в 1940 году в Алма-Ате.

## Награды
- Орден Красной Звезды (27.3.1933)
- Почётный сотрудник госбезопасности
- Орден Трудового Красного Знамени Туркменской ССР